# Episodi de L'ispettore Regan (seconda stagione)
La seconda stagione della serie televisiva L'ispettore Regan è stata trasmessa in anteprima nel Regno Unito dalla Independent Television tra il 1º settembre 1975 e il 24 novembre 1975.
| nº | Titolo originale    | Titolo italiano | Prima TV UK       | Prima TV Italia |
| -- | ------------------- | --------------- | ----------------- | --------------- |
| 1  | Chalk and Cheese    |                 | 1º settembre 1975 |                 |
| 2  | Faces               |                 | 8 settembre 1975  |                 |
| 3  | Supersnout          |                 | 15 settembre 1975 |                 |
| 4  | Big Brother         |                 | 22 settembre 1975 |                 |
| 5  | Hit and Run         |                 | 29 settembre 1975 |                 |
| 6  | Trap                |                 | 6 ottobre 1975    |                 |
| 7  | Golden Fleece       |                 | 13 ottobre 1975   |                 |
| 8  | Poppy               |                 | 20 ottobre 1975   |                 |
| 9  | Stay Lucky Eh?      |                 | 27 ottobre 1975   |                 |
| 10 | Trojan Bus          |                 | 3 novembre 1975   |                 |
| 11 | I Want the Man      |                 | 10 novembre 1975  |                 |
| 12 | Country Boy         |                 | 17 novembre 1975  |                 |
| 13 | Thou Shalt Not Kill |                 | 24 novembre 1975  |                 |